# مونت-لاوینیا
مونت-لاوینیا (به لاتین: Mount-Lavinia) یک منطقهٔ مسکونی در سری‌لانکا است که در ناحیه کلمبو واقع شده‌است.